# Jorge Eduardo Recalde
Jorge Eduardo Recalde Ramírez (Asunción, 8 de mayo de 1994) es un futbolista paraguayo. Juega de mediocampista ofensivo y su equipo actual es el Club Libertad de la Primera División de Paraguay.

## Trayectoria
Debutó el 4 de julio de 2012, en el partido que su equipo Libertad le ganó 4 a 1 al Independiente CG por la sexta fecha del Torneo Apertura 2012. 
Su primer gol lo marcó al Gral. Díaz, por la primera fecha del Torneo Clausura 2013 partido que terminó empatado 1 a 1. Además tuvo una destaca labor en la Copa Sudamericana de ese mismo año, llegando hasta las semifinales, instancia en la que fue eliminado por el campeón, el Lanús.
Sus números en el cuadro gumarello han mejorado progresivamente en las últimas temporadas. En 2015, fue uno de los goleadores de Libertad anotando 12 tantos en la temporada, 11 en el medio local y un magistral gol de pelota parada en la notable remontada de Libertad a Universidad Católica por la tercera ronda de la Copa Sudamericana 2015, donde el conjunto paraguayo se llevó la victoria con un resultado de 3-2 luego de ir perdiendo por dos goles en contra y con Recalde como figura estelar.
Hoy Jorge Recalde es jugador del club Libertad de Paraguay 

## Estadísticas

### Clubes
| Club                   | Temporada           | Liga  | Liga  | Copas nacionales(1) | Copas nacionales(1) | Copas internacionales(2) | Copas internacionales(2) | Supercopa(3) | Supercopa(3) | Total | Total |
| Club                   | Temporada           | Part. | Goles | Part.               | Goles               | Part.                    | Goles                    | Part.        | Goles        | Part. | Goles |
| ---------------------- | ------------------- | ----- | ----- | ------------------- | ------------------- | ------------------------ | ------------------------ | ------------ | ------------ | ----- | ----- |
| Club Libertad Paraguay | 2012                | 1     | 0     | 0                   | 0                   | 0                        | 0                        | 0            | 0            | 1     | 0     |
| Club Libertad Paraguay | 2013                | 20    | 4     | 0                   | 0                   | 10                       | 1                        | 0            | 0            | 30    | 5     |
| Club Libertad Paraguay | 2014                | 34    | 8     | 0                   | 0                   | 4                        | 0                        | 0            | 0            | 38    | 8     |
| Club Libertad Paraguay | 2015                | 37    | 11    | 0                   | 0                   | 12                       | 2                        | 0            | 0            | 49    | 13    |
| Club Libertad Paraguay | 2016                | 19    | 5     | 0                   | 0                   | 0                        | 0                        | 0            | 0            | 19    | 5     |
| Club Libertad Paraguay | 2017                | 30    | 6     | 0                   | 0                   | 10                       | 1                        | 0            | 0            | 40    | 7     |
| Club Libertad Paraguay | 2018                | 12    | 2     | 0                   | 0                   | 0                        | 0                        | 0            | 0            | 12    | 2     |
| Club Libertad Paraguay | 2019                | 16    | 6     | 0                   | 0                   | 8                        | 2                        | 0            | 0            | 24    | 8     |
| Club Libertad Paraguay | Total               | 169   | 42    | 0                   | 0                   | 44                       | 6                        | 0            | 0            | 213   | 48    |
| Club Olimpia Paraguay  | 2020                | 23    | 16    | 0                   | 0                   | 3                        | 2                        | 0            | 0            | 26    | 18    |
| Club Olimpia Paraguay  | 2021                | 27    | 9     | 3                   | 1                   | 10                       | 1                        | 0            | 0            | 40    | 11    |
| Club Olimpia Paraguay  | 2022                | 25    | 3     | 0                   | 0                   | 12                       | 2                        | 0            | 0            | 37    | 5     |
| Club Olimpia Paraguay  | Total               | 75    | 28    | 3                   | 1                   | 25                       | 5                        | 0            | 0            | 103   | 34    |
| Total en su carrera    | Total en su carrera | 244   | 70    | 3                   | 1                   | 69                       | 11                       | 0            | 0            | 316   | 82    |

## Palmarés

### Campeonatos nacionales
| Título              | Club        | País     | Año  |
| ------------------- | ----------- | -------- | ---- |
| Torneo Apertura     | Libertad    | Paraguay | 2014 |
| Torneo Clausura     | Libertad    | Paraguay | 2014 |
| Torneo Apertura     | Libertad    | Paraguay | 2016 |
| Torneo Apertura     | Libertad    | Paraguay | 2017 |
| Copa Paraguay       | Libertad    | Paraguay | 2019 |
| Torneo Clausura     | Olimpia     | Paraguay | 2020 |
| Copa Paraguay       | Olimpia     | Paraguay | 2021 |
| Supercopa Paraguay  | Olimpia     | Paraguay | 2021 |
| Torneo Clausura     | Olimpia     | Paraguay | 2022 |
| Campeonato Cearense | Ceará S. C. | Ceará    | 2024 |
| Campeonato Cearense | Ceará S. C. | Ceará    | 2025 |

## Distinciones individuales
| Distinción                                                 | Año  |
| ---------------------------------------------------------- | ---- |
| Premio Mejor jugador de la temporada, otorgada por la APF. | 2020 |
| Premio Mejor gol de la temporada, otorgada por la APF.     | 2020 |